# ساتورو ياماغيشي
ساتورو ياماغيشي، من مواليد 3 مايو 1983 في تشيبا في اليابان، لاعب كرة قدم ياباني.
بدأ مسيرته الكروية مع نادي جيف يونايتد في عام 2002، وهو يلعب معهم حتى الآن.
و قد بدأ باللعب مع منتخب اليابان لكرة القدم في عام 2006.

## روابط خارجية
- ساتورو ياماغيشي على موقع الاتحاد الدولي (مؤرشف)  (الإنجليزية)
- ساتورو ياماغيشي على موقع رابطة كرة القدم اليابانية للمحترفين (اليابانية)
- ساتورو ياماغيشي على موقع قاعدة بيانات كرة القدم.إي يو (الإنجليزية)
- ساتورو ياماغيشي على موقع ناشيونال فوتبول تيمز (الإنجليزية)
- ساتورو ياماغيشي على موقع Soccerway.com (الإنجليزية)
- ساتورو ياماغيشي على موقع عالم كرة القدم.نت (الإنجليزية)
- ساتورو ياماغيشي على موقع كووورة